# Ивуд Парк
«И́вуд Парк» (англ. Ewood Park) — стадион в городе Блэкберн, графство Ланкашир, Англия. Является домашним стадионом клуба «Блэкберн Роверс» — одного из основателей Футбольной лиги и Премьер-лиги. «Блэкберн» выступает на этом стадионе с лета 1890 года. Стадион был открыт в 1882 году. На данный момент он вмещает 31 367 зрителей. Стадион состоит из четырёх трибун: Дарвен Энд (Darwen End), трибуны Риверсайд (Riverside Stand), Блэкберн Энд (Blackburn End) и трибуны Джека Уокера (Jack Walker Stand).
Размеры футбольного поля составляют 105×69 м.
«Ивуд Парк» является вторым в списке самых старых стадионов клубов Премьер-Лиги. «Стэмфорд Бридж» был построен ранее (1876 год), однако клуб «Челси» не играл там до 1905 года.

## История

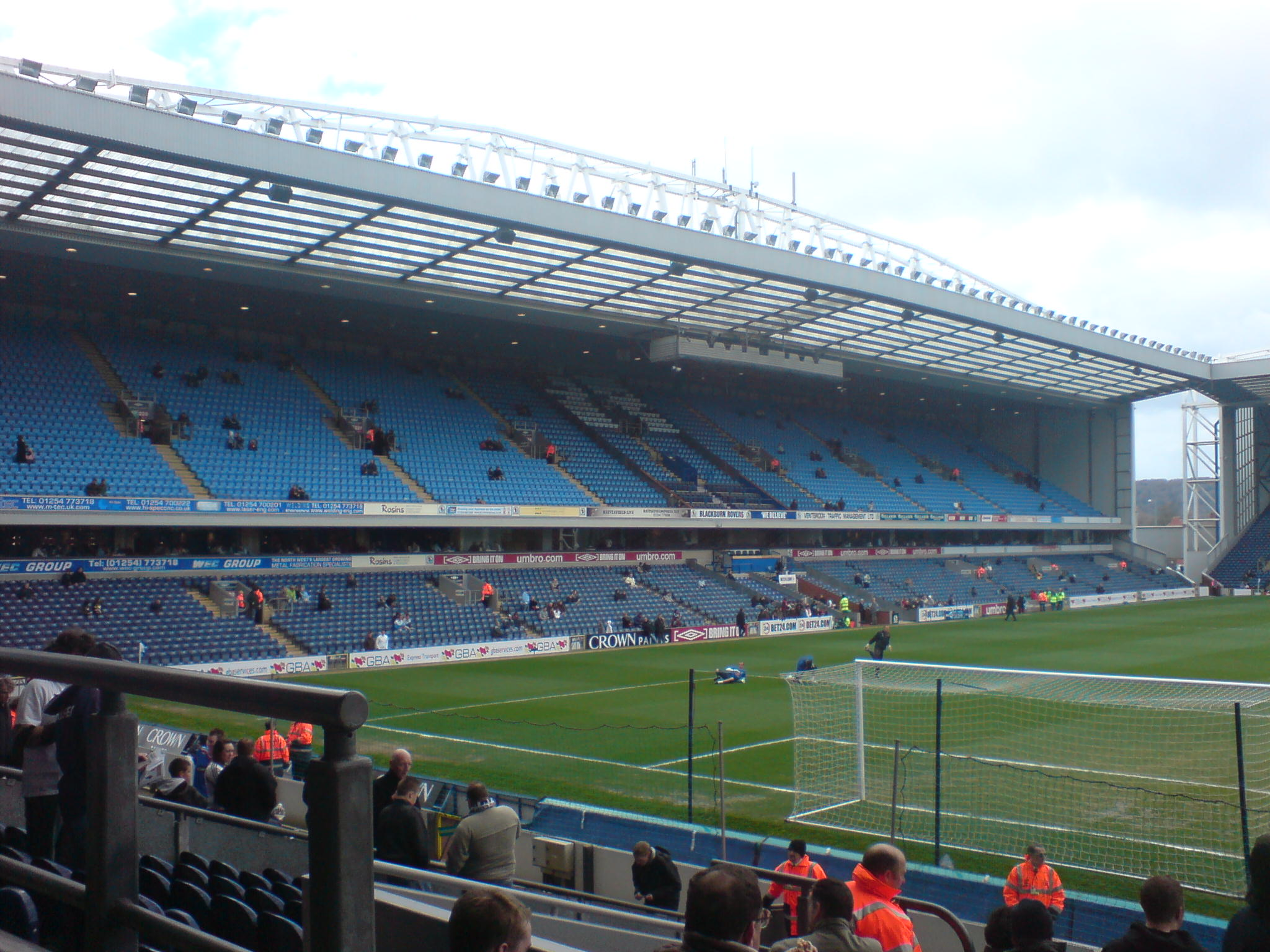
Трибуна Джека Уокера

На площадке, где сейчас расположен стадион, проводились футбольные матчи, как минимум, с 1881 года. «Блэкберн Роверс» провёл в тот период 4 матча на этом поле, тогда известном как Ивуд Бридж (англ. Ewood Bridge). В одном из этих матчей «Роверс» сыграл с «Шеффилд Уэнсдей».
Стадион «Ивуд Парк» был открыт в апреле 1882 года. В 1880-е годы на нём проходили соревнования по футболу, атлетике и собачьи бега. «Роверс» вернулись на стадион в 1890 году, подписав контракт о 10-летней аренде стадиона с ежегодными выплатами в размере £60. Первым матчем «Блэкберн Роверс» на «Ивуд Парк» стала игра против клуба «Аккрингтон» в сентябре 1890 года. В 1891 году на стадионе прошёл матч между сборными: Англия сыграла с Шотландией. В 1893 году «Блэкберн Роверс» выкупили стадион в собственность за £2500, но вскоре после этого случилось несчастье: рухнула часть трибуны под весом 20 тыс. болельщиков во время игры против «Эвертона».
В 1903 году над трибуной «Дарвен Энд» была возведена крыша; стоимость строительства составила £1680. Реконструированная трибуна вмещала с этого момента 12 000 зрителей. Годом спустя, в 1904 году, была возведена трибуна Наттолл Стрит (Nuttall Street Stand), построенная по дизайну архитектора Арчибальда Лейтча. Трибуна была открыта в день нового года в 1907 году в матче против «Престон Норт Энд». Двухъярусная трибуна «Риверсайд» была возведена в 1913 году, после чего вместимость стадиона выросла на 7000 мест, до 70 886 мест.
В 1928 году вокруг стадиона были возведены бетонные стены. Также на трибуне «Блэкберн Энд» были возведены террасы, а над трибуной «Риверсайд» была установлена новая крыша. Общие затраты на эту реконструкцию составили £1550. В 1929 году на «Ивуд Парк» была зафиксирована рекордная посещаемость: 62 522 зрителей пришли посмотреть на матч против «Болтона». В 1958 году на стадионе были установлены прожекторы, которые были использованы в товарищеском матче против «Вердера». Два года спустя над трибуной «Блэкберн Энд» была возведена бетонная крыша.
В феврале 1994 года были открыты реконструированные двухъярусные трибуны «Блэкберн Энд» и «Дарвен Энд».
Перестройка стадиона была завершена к августу 1994 года, когда была открыта трибуна Джека Уокера на месте старой трибуны «Наттолл Стрит».

## Рекорды
Рекорд посещаемости:
- 61 783 зрителей в матче против «Болтон Уондерерс», 2 марта 1929 года, 6 раунд Кубка Англии[5]

Рекорд посещаемости в чемпионате:
- 52 656 зрителей в матче против «Престон Норт Энд», 26 декабря 1921 года, Первый дивизион Футбольной лиги[5]